# Solum och Brödlösa
Solum och Brödlösa är en av SCB avgränsad och namnsatt småort i Sundsvalls kommun. Den omfattar bebyggelse i Solum och Brödlösa i Sättna distrikt (Sättna socken).
Solum är belägena strax sydost om tätorten Kovland och genomflyts av Sättnaån som ett par kilometer nedström byter namn till Selångersån. Solum korsas av Riksväg 86. 
Brödlösa ligger nordost om Solum och gränsar till Timrå kommun. Ursprunget till namnet är oklart men enligt sägen ska en storman ha passerat genom byn och tagit in hos en bonde för natten. Hemmet var dock så fattigt att det inte fanns något att äta varefter namnet uppstod. 
Cirka 2 kilometer väster om småortens centrum ligger Solums kvarn, som var i drift mellan 1827 och 1985. Den caféverksamhet och gårdsförsäljning som byggdes upp vid kvarnen under slutet av 1990-talet slogs emellertid sönder den 11 september 2001 till följd av en översvämning efter en brusten damm.